# Allan Bloom
Pour les articles homonymes, voir Bloom.
Allan David Bloom (Indianapolis, 14 septembre 1930 – Chicago, 7 octobre 1992) est un philosophe américain. Il a été élève de Leo Strauss à l'université de Chicago, et est connu principalement grâce à son pamphlet best-seller de 1987, The Closing of the American Mind (en) (traduit en français par L'Âme désarmée), qui a bénéficié d'une réception importante dans les médias américains,,,. Cet ouvrage a été publié à plusieurs centaines de milliers d'exemplaires aux États-Unis et de manière assez discrète en France. Bloom y critique le modèle de l'éducation libérale de l'après-Seconde Guerre mondiale et l'emprise de la culture de masse sur les esprits. Il est également connu pour ses positions pédagogiques et ses traductions de Platon et de Rousseau.
Il a inspiré le personnage central du roman de son ami Saul Bellow, Ravelstein, publié en 2000.

## Biographie
Allan Bloom a été élevé dans les écoles publiques d'Indianapolis jusqu'à l'âge de 16 ans. À cette époque, sa famille déménage à Chicago, où Allan Bloom s'inscrit à l'Université, obtient son B.A. en 1949, son M.A. en 1953 et son Ph.D au Committee on Social Thought en 1955. Il y reçoit l'influence déterminante de Leo Strauss. Il étudie et enseigne ensuite à l'étranger, à l'École normale supérieure de Paris, pendant les années 1953-1955, où il suit les cours d'André-Jean Festugière ainsi que d'Alexandre Kojève et se lie avec Ernest Fortin et Raymond Aron. Il se rend ensuite à Heidelberg en 1957. Il enseigne dans les universités américaines de Chicago (1955-1960), Yale (1960-1963) et Cornell (1963-1970), ainsi qu'au Canada à l'Université de Toronto (1970-1979).
Après Toronto, Bloom retourne à Chicago où il est nommé professeur au Committee on Social Thought, jusqu'à sa mort en 1992. Bloom fut également un traducteur reconnu de Platon et de Rousseau. Il compta parmi ses étudiants Pierre Manent, Pierre Hassner et Francis Fukuyama.
Peut-être atteint du sida, Bloom est décédé le 7 octobre 1992, à l'âge de 62 ans, après avoir été hospitalisé pour un ulcère et des complications au foie. Au moment de son décès, il était codirecteur du John M. Olin Center for Inquiry into the Theory and Practice of Democracy.

## Idées
Allan Bloom pensait qu'une éducation libérale jointe à l'étude judicieuse des grands textes classiques était le cœur même de toute bonne éducation. En ce sens, il semble avoir adhéré à la doctrine de Mortimer Adler, représenté sur le campus de l'Université de Chicago par son jeune président Robert Maynard Hutchins. Mortimer Adler et Robert Maynard Hutchins, qui avaient réfléchi à un programme d'études libérales, voyaient que les « Great Books » étaient le véhicule privilégié de ce qu'il y a d'essentiel dans la culture occidentale et de ce que la réflexion peut approcher de plus fondamental dans les questions permanentes et importantes auxquelles l'être humain est confronté.
Allan Bloom croyait fermement qu'un individu ne saurait examiner vraiment la vie sans s'engager dans une étude sérieuse, et une pratique non moins sérieuse des grands textes classiques. Il croyait si fortement cela qu'il s'est appliqué lui-même à maîtriser le grec classique et la langue française, à la fois pour ses propres études et pour son enseignement ; ses traductions de La République de Platon et de l'Émile de Rousseau ont donné lieu à de multiples explorations ultérieures, qu'on retrouve certes dans L'Âme désarmée, mais surtout dans l'ouvrage posthume Love and Friendship (L'Amour et l'Amitié, traduit en français par Pierre Manent), dans lequel Bloom fait part de ses lectures de Platon, mais aussi de Rousseau, de Jane Austen, de Stendhal, de Flaubert, de Tolstoï, de Shakespeare et de Montaigne.
La revue Commentaire lui a consacré un numéro spécial quelques années après sa mort, en 1996.

## Publications
- Shakespeare on Love & Friendship, Chicago : University Of Chicago Press, 2000.
- Love and Friendship, New York : Simon & Schuster, 1993 ; trad. fr. L'Amour et l'amitié, 1996, Éditions de Fallois ; rééd. Les Belles Lettres, 2018.
- Giants and Dwarfs: Essays, 1960-1990, New York : Touchstone Books, 1991.
- Closing of the American Mind, New York : Simon & Schuster, 1987.  (ISBN 5-551-86868-0) ; trad. fr. L'Âme désarmée, Éditions Julliard, 1987 ; rééd. Les Belles Lettres, en traduction intégrale, 2018.
- Platon, Plato's Symposium, Chicago : University of Chicago Press, 2001. A translation by Seth Benardete with commentaries by Allan Bloom and Seth Benardete.
- Avec Harry V. Jaffa, Shakespeare's Politics. New York : Basic Books, 1964 ; trad. fr. La Pensée politique de Shakespeare, préface de Philippe Raynaud, Paris, Armand Colin, coll. "La Lettre et l'idée", 2021.
- Avec Steven J. Kautz éd., Confronting the Constitution: The challenge to Locke, Montesquieu, Jefferson, and the Federalists from Utilitarianism, Historicism, Marxism, Freudism, Washington, DC: American Enterprise Institute for Public Policy Research, 1991.

Traductions
- Platon, Republic of Plato (translated with notes and an interpretive essay), New York: Basic Books, 1968 (2e éd. 1991). L'essai interprétatif est paru isolément en français sous le titre La Cité et son ombre : Essai sur la République de Platon, trad. Étienne Helmer, Paris, éditions du Félin, 2006 ; rééd. Les Belles Lettres, Paris, coll. Le goût des idées, 304 p., 2024  (ISBN 978-2251456126)
- Jean-Jacques Rousseau, Emile, New York : Basic Books, 1979. Traduction et introduction.
- Jean-Jacques Rousseau, Letter to d’Alembert on the theater in politics and the arts, Ithaca, N.Y. : Cornell University Press ; Agora ed, 1968. Avec Charles Butterworth, Christopher Kelly (édition et traduction)